# Zacatal, Álamo Temapache
Zacatal är en ort i Mexiko.   Den ligger i kommunen Álamo Temapache och delstaten Veracruz, i den sydöstra delen av landet, 240 km nordost om huvudstaden Mexico City. Zacatal ligger 12 meter över havet och antalet invånare är 450.
Terrängen runt Zacatal är huvudsakligen platt, men åt sydväst är den kuperad. Runt Zacatal är det ganska tätbefolkat, med 120 invånare per kvadratkilometer. Närmaste större samhälle är Tuxpan de Rodríguez Cano, 11,8 km öster om Zacatal. Trakten runt Zacatal består till största delen av jordbruksmark.